# Benicolet
Benicolet és una població del País Valencià a la comarca de la Vall d'Albaida.

## Història
Lloc d'origen andalusí. Fou conquerida per Jaume I i cedida, l'any 1258, a Joan de Bardaxí. L'any 1609, abans de l'expulsió dels moriscos, estava habitat per 35 famílies morisques. Va estar integrada en la baronia de Llutxent, sota el senyoriu del Maça de Liçama, i, posteriorment pertangué al marquesat de Dos Aguas.

## Demografia i economia
Durant el segle xx ha sofrit una forta emigració, cap a València i Barcelona fonamentalment, la qual cosa ha fer que la seua població actual –2002— siga de 508 habitants, de gentilici benicoletans. Un 97,68% dels habitants parlen valencià i un 43,72% saben el castellà segons el cens de 2001

## Edificis d'interès
Com a referents arquitectònics tenim l'església de sant Joan Baptista i un riurau mig arruïnat que passa pràcticament inadvertit entre cultius i altres edificacions.

## Alcaldia
Des de 2023 l'alcalde de Benicolet és Ivan Martínez Català d'Ens Uneix.
| Període                       | Alcalde o alcaldessa       | Partit polític | Data de possessió | Observacions |
| ----------------------------- | -------------------------- | -------------- | ----------------- | ------------ |
| 1979–1983                     | Agustín Climent Català     | AI             | 19/04/1979        | --           |
| 1983–1987                     | Vicente J. Sanjuan Alborch | PSPV-PSOE      | 28/05/1983        | --           |
| 1987–1991                     | Vicente J. Sanjuan Alborch | PSPV-PSOE      | 30/06/1987        | --           |
| 1991–1995                     | Demetrio Climent Miñana    | PSPV-PSOE      | 15/06/1991        | --           |
| 1995–1999                     | Enrique Valle Alfonso      | PP             | 17/06/1995        | --           |
| 1999–2003                     | Enrique Valle Alfonso      | PP             | 03/07/1999        | --           |
| 2003–2007                     | Enrique Valle Alfonso      | PP             | 14/06/2003        | --           |
| 2007–2011                     | Antonio Pastor Pérez       | GIBE           | 16/06/2007        | --           |
| 2011–2015                     | Mateo Prats Prats          | PP             | 11/06/2011        | --           |
| 2015–2019                     | Llúcia Gregori Català      | Compromís      | 13/06/2015        | --           |
| 2019-2023                     | Mateo Prats Prats          | PP             | 15/06/2019        | --           |
| Des de 2023                   | Ivan Martínez Català       | Ens Uneix      | 17/06/2023        | --           |
| Fonts: Generalitat Valenciana |                            |                |                   |              |

## Demografia
| 1990 | 1992 | 1994 | 1996 | 1998 | 2000 | 2002 | 2004 | 2005 | 2007 | 2016 |
| ---- | ---- | ---- | ---- | ---- | ---- | ---- | ---- | ---- | ---- | ---- |
| 497  | 494  | 484  | 501  | 489  | 496  | 508  | 517  | 539  | 577  | 610  |

## Personatges il·lustres
- Joan Baptista Prats i Català, polític socialista i professor universitari.
- Antoni Ferrando i Francès, filòleg, catedràtic de la Universitat de València